# クリスチャン・カピス
クリスチャン・イェーガー・カピス（Christian Jaeger Cappis , 1999年8月13日 - ）は、アメリカ合衆国・テキサス州ケイティ出身のサッカー選手。デンマーク・スーペルリーガ・ブレンビーIF所属。ポジションはMF。

## クラブ経歴
ヒューストン郊外のケイティ出身。地元の高校に通いながらテキサスSCユースアカデミーでプレーし、2017年にはヒューストン地域の最優秀選手に選出。高校卒業後にFCダラスと契約。U-18ユースチームに登録され、翌年6月まで同ユースリーグでプレー。
2018年11月6日、ホブロIKとの契約を発表。翌日のデンマーク・カップのオールボーBK戦で、早速先発で起用されプロデビュー。加入2年目の2019-20シーズンより先発に定着し、同シーズンは30試合に出場。2020年3月8日のエスビャウfB戦ではプロ初ゴールを決めるも、チームは12位に終わり、デンマーク・ファーストディビジョン (2部リーグ)に降格。
2021年2月7日、ブレンビーIFと4年契約を締結し、同年7月より加入することを発表。2020-21シーズンはホブロIKに残留し、1年でのデンマーク・スーペルリーガ復帰に貢献。7月より正式に加入し、8月1日のヴェイレBK戦で移籍後初ゴールを決めた。

## 代表経歴
2017年から3年間、ユース世代のアメリカ合衆国でプレー。2020年2月のコスタリカ戦にフル代表に招集されるも不出場に終わり、代表デビューまでには至っていない。